# Bob Burnquist
Robert Dean Silva Burnquist (Río de Janeiro, 10 de octubre de 1976), más conocido como Bob Burnquist, es un skater brasileñoestadounidense. Es uno de los deportistas más destacados en la historia de los X Games, con 14 medallas de oro, 8 de plata y 8 de bronce.

## Biografía
Burnquist nació en Río de Janeiro, Brasil, de padre sueco y madre brasileña. Se hizo experto en skate en São Paulo a partir de los 11 años, y se convirtió en profesional a los 14 años. Como adulto, emigró a América del Norte, por lo que posee la doble nacionalidad en Brasil y los Estados Unidos.

## Carrera
En el concurso vert en el 2001 X-Games. Antes de su última vuelta (la última ejecución del evento) estaba sentado en el segundo lugar detrás de dos veces campeón Bucky Lasek. Burnquist realiza una vuelta impecable, incluyendo múltiples trucos que nunca se había visto antes, que resultaron ser anónimas. Durante el plazo, el comentarista Tony Hawk quedó ronco y casi perdió su voz mientras gritaba por lo increíble. Burnquist fue recompensado con un 98, el segundo resultado más alto jamás dado en un caso de X-Games Skateboarding, detrás únicamente de la de puntuación de Bucky Lasek un 98,50 del año anterior.
La especialidad de Burnquist es cambiar de postura en el skate. Siempre ha tratado de encontrar nuevas maneras de hacer sus trucos más creativas y más difícil. Tiene una firma truco llamado one-footed smith grind. Burnquist también ha sido destacado en pro del éxito de videojuegos Tony Hawk's Pro Skater, y apareció en todas sus secuelas, con la excepción de Pro Skater 3, debido a restricciones de la licencia como resultado de su aparición en otro juego de patinaje, X-Games Skateboarding, durante ese año. Regresó como un personaje de la serie a partir de nuevo con Tony Hawk's Pro Skater 4, y desde entonces ha aparecido en todos los juegos de la serie siguiente.
Burnquist es el único patinador en saltar una rampa de bucle con una brecha en ella (OP King Of Skate). Pero no sólo fue el salto, Burnquist también hizo el gap switch. Él es también el primer patinador que pasar por un circuito interruptor de posición mientras se conduce, y el primero en recorrer todo el camino alrededor de una tubería llena sólo hasta la velocidad de bombeo en su interior. En 2000, Burnquist ganó el X concurso de mejor truco de los Juegos, con su famoso fakie 5-0 con un Kickflip fakie fuera de la rutina de barras. Él creó un truco llamado "Burntwist", que es en la serie de Tony Hawk's.
Burnquist logró un salto BASE después de intentar un 50-50 en el Gran Cañón. El primer intento de Burnquist casi le cuesta la vida después de haber perdido el riel, quedando fuera de control antes de recuperarse y con éxito desplegar su paracaídas. Después de algunos ajustes en la rampa de despegue su segundo intento, todo marchó a la perfección. Este truco se demostró en un episodio de la serie de televisión Stunt Junkies.
Anteriormente vivía con Jen O'Brien, y su hija de Lotus. Ahora vive con Verónica Nachard y su hija Jasmyn (nacida en 2007) en Vista, California, donde tiene rampa vert mundialmente reconocida en su patio. Esta rampa ha sido patinada por decenas de skaters famosos, incluyendo a Colin McKay, Tony Hawk, Bucky Lasek y Lincoln Ueda, y ha aparecido en cientos de revistas y vídeos, incluidos los de Tony Hawk's Trick Tips y la revista Thrasher.  La última adición de Burnquist a su parque skate es una de las pocas mega rampas del mundo.
También ha creado la Bob Burnquist Foundation (Fundación Bob Burnquist) para llevar los conocimientos sobre la agricultura ecológica y la jardinería a las escuelas, y fue uno de los fundadores de los Deportes de Acción Ambiental de la Coalición, una organización sin fines de lucro que lleva la conciencia ecológica de los patinadores, surfistas y BMX.

## Videografía
Burnquist ha aparecido en muchos vídeos, incluyendo:
- Anti Hero's Self Entitled Video "Anti Hero"
- Anti Hero's First Video "F***tards"
- The Firm's "Can't Stop"
- Flip's "Extremely Sorry"

## Posiciones en competencias
X Games
- 2015:
  - 1.º en Big Air
  - 1.º en Big Air Dobles
  - 2.º en Vert Mejor Truco
- 2014: 2.º en Big Air
- Los Ángeles 2013: 3.º en Big Air
- Múnich 2013: 1.º en Big Air
- Barcelona 2013: 1.º en Big Air
- Foz de Iguazú 2013: 1.º en Big Air
- 2012: 1.º en Big Air
- 2011: 1.º en Big Air
- 2010
  - 1.º en Big Air Rail Jam
  - 2.º en Big Air
  - 3.º en Vert Mejor Truco
- 2009
  - 2.º en Big Air
  - 2.º en Big Air Rail Jam
- 2008: 1.º en Big Air
- 2007: 1.º en Big Air
- 2006:
  - 2.º en Vert
  - 3.º en Big Air
  - 3.º en Vert Mejor Truco
- 2005: 1.º en Vert Mejor Truco
- 2003: 1.º en Vert Dobles (con Bucky Lasek)
- 2002:
  - 2.º en Dobles (con Bucky Lasek)
  - 2.º en Vert
- 2001:
  - 1.º en Vert
  - 3.º en Vert Mejor Truco
- 2000: 1.º en Vert Mejor Truco
- 1999: 3.º en Vert Mejor Truco
- 1998: 3.º Vert Dobles
- 1997: 3.º en Vert

Otros
- 3.º en 2009 Maloof Money Cup
- 1.ª en 2006 Los Juegos de Coolio
- 1.º en 2001 Slam City Jam: Vert.
- 1.º en 2000 Slam City Jam: Vert.
- 1.º en 1995 Slam City Jam: Vert.